# Condorelli
Condorelli è un marchio di prodotti dolciari realizzati dall'azienda IDB Industria Dolciaria Belpasso S.p.A., con sede e stabilimento a Belpasso, comune della città metropolitana di Catania, specializzata in particolare nella produzione di torroncini.

## Storia

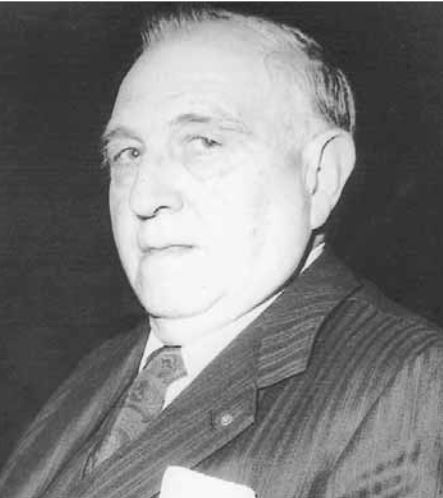
Francesco Condorelli

Le origini dell'impresa risalgono al 1933, quando il sig. Francesco Condorelli e la signora Pina Condorelli diventano proprietari di una pasticceria di Belpasso. Negli anni sessanta Condorelli inventa il torroncino e ciò lo induce a fondare un'azienda industriale il cui insediamento produttivo viene inaugurato nel 1973.
Grazie all'invenzione del suo fondatore, che diviene il prodotto di punta dell'azienda, il marchio Condorelli acquisisce immediatamente notorietà nazionale ed internazionale, in particolare tra gli anni ottanta e novanta, quando il torroncino viene pubblicizzato attraverso gli spot televisivi interpretati dall'attore Leo Gullotta.
Morto nel 2003 il cav. Condorelli, l'azienda è gestita dal figlio del fondatore,  dott. Giuseppe Condorelli, che ricopre il ruolo di amministratore unico.
Nel 2017, l'azienda e il suo titolare, sono stati protagonisti di una puntata della trasmissione televisiva Boss in incognito andata in onda su Raidue. Il 2 ottobre del predetto anno, il dottor Giuseppe Condorelli riceve dal Presidente della Repubblica Sergio Mattarella l'onorificenza di Cavaliere del lavoro.

## Informazioni e dati
Oltre al torroncino, l'azienda produce altri tipi di specialità che si rifanno in particolare alla tradizione dolciaria siciliana: con il marchio Condorelli sono prodotti e commercializzati cioccolato, confetture, creme, latte di mandorla (prodotto per il quale è leader di mercato), paste di mandorla e pasticcini vari.
L'IDB nel suo stabilimento di 8.000 m² in contrada Timpa Magna a Belpasso, impiega 52 addetti fissi e 40 stagionali, ed ha una capacità produttiva di 200 milioni di pezzi l'anno; sul territorio italiano è presente con una rete di vendita costituita da 82 agenzie ed esporta in 25 paesi nel mondo.
Il fatturato annuo dell'azienda siciliana si attesta sui 15 milioni di euro, di cui il 50% è dovuto alla vendita dei torroncini.

## Sponsorizzazioni
Nel 1983 Condorelli diviene sponsor della trasmissione televisiva Domenica In condotta da Pippo Baudo e in onda sul primo canale della RAI.
Dal 1994 al 1997 il marchio Condorelli è stato sponsor ufficiale della squadra di calcio dell'Atletico Catania. Dal 2019 compare come secondo sponsor di maglia del Catania Calcio.